# Arsentievka
Arsentievka (en rus: Арсентьевка) és un poble de l'óblast de Sakhalín, a l'Extrem Orient de Rússia, que el 2013 tenia 3 habitants. Pertany al districte de Dólinsk.